# Selección femenina de squash de los Países Bajos
La selección femenina de squash de los Países Bajos representa a los Países Bajos en las competiciones internacionales de equipos de squash y está gobernado por la Federación Neerlandesa de Squash.
Desde 1981, Países Bajos ha participado en dos semifinales del Campeonato Mundial de Squash por Equipos, en 1979. En 2010, Países Bajos ganó el Campeonato Europeo de Squash por Equipos.

## Jugadoras

### Equipo actual
- Natalie Grinham
- Milou van der Heijden
- Tessa ter Sluis
- Milja Dorenbos

## Participaciones

### Campeonato Mundial de Squash por Equipos
| Año          | Resultado        | Pos.         | G            | P            |
| ------------ | ---------------- | ------------ | ------------ | ------------ |
| 1979         | No participó     | No participó | No participó | No participó |
| Toronto 1981 | Fase de grupos   | 12º          | 2            | 5            |
| 1983         | No participó     | No participó | No participó | No participó |
| 1985         | Fase de grupos   | 8°           | 2            | 6            |
| 1987         | Fase de grupos   | 8°           | 3            | 5            |
| 1989         | Cuartos de final | 7°           | 2            | 3            |
| 1990         | Fase de grupos   | 7°           | 2            | 3            |
| 1992         | Semifinal        | 4°           | 2            | 4            |
| 1994         | Fase de grupos   | 5°           | 4            | 2            |
| 1996         | Cuartos de final | 6°           | 2            | 4            |
| 1998         | Cuartos de final | 6°           | 2            | 4            |
| 2000         | Octavos de final | 14°          | 2            | 4            |
| 2002         | Cuartos de final | 5°           | 5            | 2            |
| 2004         | Cuartos de final | 6°           | 4            | 3            |
| 2006         | Semifinal        | 4°           | 4            | 2            |
| 2008         | Cuartos de final | 7°           | 3            | 3            |
| 2010         | Fase de grupos   | 9°           | 4            | 2            |
| 2012         | Octavos de final | 10°          | 3            | 3            |
| 2014         | No presente      | No presente  | No presente  | No presente  |
| 2016         | Fase de grupos   | 12º          | 1            | 5            |
| Total        | 0 Título         | 17/20        | 47           | 60           |

### Campeonato Europeo de Squash por Equipos
| Año   | Resultado       | Pos.              |
| ----- | --------------- | ----------------- |
| 1978  | Desconocido     | ?                 |
| 1979  | Desconocido     | ?                 |
| 1980  | Desconocido     | ?                 |
| 1981  | Desconocido     | ?                 |
| 1982  | Desconocido     | ?                 |
| 1983  | Desconocido     | ?                 |
| 1984  | Desconocido     | ?                 |
| 1985  | Desconocido     | ?                 |
| 1986  | Desconocido     | ?                 |
| 1987  | Desconocido     | ?                 |
| 1988  | Desconocido     | ?                 |
| 1989  | Por el 3° lugar | Medalla de bronce |
| 1990  | Final           | Medalla de plata  |
| 1991  | Final           | Medalla de plata  |
| 1992  | Por el 3° lugar | Medalla de bronce |
| 1993  | Final           | Medalla de plata  |
| 1994  | Por el 3° lugar | Medalla de bronce |
| 1995  | Final           | Medalla de plata  |
| 1996  | Por el 3° lugar | Medalla de bronce |
| 1997  | Por el 3° lugar | Medalla de bronce |
| 1998  | Por el 3° lugar | Medalla de bronce |
| 1999  | Por el 3° lugar | Medalla de bronce |
| 2000  | Por el 3° lugar | 4°                |
| 2001  | Por el 3° lugar | 4°                |
| 2002  | Desconocido     | ?                 |
| 2003  | Final           | Medalla de plata  |
| 2004  | Final           | Medalla de plata  |
| 2005  | Final           | Medalla de plata  |
| 2006  | Final           | Medalla de plata  |
| 2007  | Final           | Medalla de plata  |
| 2008  | Final           | Medalla de plata  |
| 2009  | Final           | Medalla de plata  |
| 2010  | Campeón         | Medalla de oro    |
| 2011  | Final           | Medalla de plata  |
| 2012  | Desconocido     | ?                 |
| 2013  | Por el 3° lugar | 4°                |
| 2014  | Desconocido     | ?                 |
| 2015  | Desconocido     | ?                 |
| 2016  | Por el 3° lugar | Medalla de bronce |
| 2017  | Por el 3° lugar | 4°                |
| 2018  | Por el 3° lugar | 4°                |
| 2019  | Desconocido     | ?                 |
| Total | 1 Título        | 42/42             |